# 28 septembre 1938
Le mercredi 28 septembre 1938 est le 271e jour de l'année 1938.

## Naissances
- Ben E. King (mort le 30 avril 2015), chanteur américain
- Huang Ju (mort le 2 juin 2007), homme politique chinois
- Juhani Lahtinen (mort le 8 mars 2018), joueur professionnel finlandais de hockey sur glace
- Michel Louyot, écrivain français
- Peter Grosser (mort le 2 mars 2021), footballeur allemand

## Décès
- George R. Batcheller (né le 19 janvier 1892), producteur américain

## Événements
- Du 28 au 30 septembre : conférence de Munich (accords de Munich) réunissant l’Allemagne, l’Italie, la France, et le Royaume-Uni à la demande de Chamberlain - L’ultimatum du 27 septembre est accepté, officialisant l’abandon des Sudètes (Tchécoslovaquie) à Hitler - La France trahit la Tchécoslovaquie avec laquelle elle avait passé des accords pour garantir ses frontières. Mussolini donne son appui à Hitler, mais espère pouvoir préserver quelque temps l’équilibre européen. Le Premier ministre tchécoslovaque Jan Syrový, qui n’avait même pas été convié, est placé devant le fait accompli.